# Il vizio ha le calze nere
Pour plus de détails, voir Fiche technique et Distribution.
Il vizio ha le calze nere est un giallo italien de Tano Cimarosa sortie en 1975.
C'est le premier long métrage de son réalisateur,

## Synopsis
À San Benedetto del Tronto, un mystérieux meurtrier tue des femmes jeunes et belles ; le tueur, aperçu par certains témoins oculaires, ressemble à une jeune femme vêtue de noir. Le commissaire Lavena est appelé à enquêter sur cette affaire, assisté dans sa tâche par le brigadier Pantò. La première victime, Nelly, s'avère être impliquée dans un vaste trafic de prostitution dirigé par l'ombrageux Sandro et impliquant, entre autres, Leonora, la femme d'un riche homme d'affaires local aux goûts sexuels dévoyés. Une riche comtesse des Abruzzes, une femme perverse et ombrageuse qui a un fils violent et toxicomane dans les pattes, est aussi dans le coup. Plusieurs femmes tombent entre les mains du tueur, dont la jeune et décomplexée Emma et Valeria, une des maîtresses de Sandro. Le véritable motif du meurtrier n'est cependant pas l'argent, mais seulement une jalousie aveugle.

## Fiche technique
- Titre original italien : Il vizio ha le calze nere[3] (litt. « Le vice a des bas noirs »)
- Réalisateur : Giorgio Bianchi
- Scénario : Adriano Bolzoni, Luigi Latini De Marchi
- Photographie : Giovanni Raffaldi, Marcello Masciocchi
- Montage : Romeo Ciatti
- Musique : Carlo Savina
- Costumes : Paola di Sante
- Production : Giovanni Carrino
- Sociétés de production : I.R.I. Cinematografica
- Pays de production :  Italie
- Langue originale : italien
- Format : Couleur - 2,35:1 - Son mono - 35 mm
- Durée : 92 minutes
- Genre : Giallo
- Date de sortie :
  - Italie : 4 octobre 1975

## Distribution
- John Richardson : Commissaire Lavena
- Magda Konopka : Comtesse Orsello
- Dagmar Lassander : Leonora Anselmi
- Ninetto Davoli : Sandro
- Giacomo Rossi Stuart M. Anselmi
- Dada Gallotti : Valeria
- Daniela Giordano : Nelly
- Tano Cimarosa : Brigadier Pantò
- Livio Galassi : Marco Orsello
- Pieranna Quaia : Anna
- Giovanna D'Albore Emma
- Gianni Williams : Manlio Gerri
- Giovanni Brusadori : Mario, le coiffeur
- Mario Buscialà